# Делеклюз, Шарль
Луи Шарль Делеклюз (фр. Louis Charles Delescluze; 2 октября 1809, Дрё — 25 мая 1871, Париж) — французский революционер, член Парижской коммуны.

## Биография
Шарль Делеклюз родился в городе Дрё в семье полицейского комиссара, участника Великой французской революции. Семья не была богата, но и не нуждалась благодаря дяде Шарля, барону Лавенану, подарившему сестре ренту.
В 1827 году Делеклюз окончил парижский лицей Ландре по классу риторики. Вскоре он вернулся в Дрё и стал письмоводителем в адвокатской конторе, затем перешел на аналогичную должность в Париже. Во время Июльской революции он вступает в республиканское общество «Друзья народа», члены который называли себя якобинцами. Из-за участия в революционном движении в 1831 году он теряет работу; вскоре без работы остается и его отец, а барон Лавенан, переживающий финансовые трудности, перестает помогать семье. Шарль поступает в Сорбонну, на факультет права, и вновь устраивается помощником адвоката. В июне 1832 года он участвует в республиканском восстании. Через год его арестовывают как члена общества «Прав человека», занявшего место распавшихся «Друзей народа». Заключение было недолгим, и в 1836 году он уезжает в Бельгию, где работает преподавателем, а позже начинает издавать газету.
В 1841 году Делеклюз возвращается во Францию, поселяется в городе Валансьен и становится редактором газеты «Эмпарсьяль дю Нор», которая получает известность благодаря своей радикальной направленности. Он сближается с Ледрю-Ролленом, которого в дальнейшем неизменно поддерживает.
Шарль Делеклюз активно участвует в Революции 1848 года. Временное правительство назначает его комиссаром департаментов Нор и Па-де-Кале. Не добившись успехов на этом посту, уже через несколько месяцев Делеклюз уезжает в Париж, поручив дела департаментов своему заместителю, и возвращается к журналистской деятельности. Он основывает и редактирует газету «Революсьон демократик э сосиаль» («Révolution démocratique et sociale»).
После прихода к власти Луи Наполеона Делеклюз, вставший в резкую оппозицию к новому правителю, подвергается судебным преследованиям. Он скрывается от суда, вновь переезжает в Бельгию, а затем — в Лондон, где руководит изданием журнала «Проскри» и занимает видное место в среде эмигрантов.
Несмотря на угрозу суда, в 1853 году Делеклюз возвращается во Францию. Спустя два месяца он был арестован, а в 1858 году, после истечения срока судебного приговора, был сослан в Кайенну. В 1860 году он наконец освобождается, но его здоровье было подорвано тюрьмой и ссылкой, и он на время отходит от политической и журналистской деятельности. Вернувшись к ней, он призывает Ледрю-Роллена вернуться из эмиграции и вернуть прежнее влияние, но тот оказывается. В 1869 году Делеклюз вновь попадает в тюрьму.
В январе 1870 года, после убийства журналиста Виктора Нуара благодаря своему влиянию и красноречию Шарль Делеклюз отговаривает возбужденную толпу от неподготовленного восстания; но в августе того же года к вооруженному выступлению призывает он сам в своей газете «Ревей». После низложения Наполеона III Делеклюз очень быстро разочаровывается в правительстве «национальной обороны», взявшем власть в свои руки, и начинает требовать избрания Коммуны — городского совета. Авторитет Делеклюза очень велик, и его избирают главой XIX округа Парижа, где он обеспечивает снабжение Парижа продовольствием и протестует против действий генерала Трошю, не способствующих военным победам Франции. Вновь арестованный в 1871 году — и после освобождения избранный народом в Национальное собрание, он оказывается в меньшинстве среди монархистов и умеренных республиканцев, и вскоре перестает ходить на заседания. Революция и провозглашение Коммуны застают его дома, больным. Несмотря на состояние здоровья, 26 марта 1871 Делеклюза выбирают членом Парижской Коммуны от 11-го и 19-го округов. Стремясь прежде всего к сохранению единства Коммуны, он одобряет текст «Декларации к французскому народу», противоречащей якобинским взглядам, которых он придерживался. Также именно Делеклюз был инициатором декрета о заложниках, троих из которых должны были убивать в ответ на каждое убийство коммунаров. Он надеялся, что эта мера сдержит действия версальских войск, которые расстреливали без суда попавших в плен приверженцев Коммуны. Став членом Исполнительной комиссии, а также Военной комиссии Коммуны, Шарль Делеклюз многое сделал для укрепления её организации. Кроме того, он постоянно стремился гасить возникающие внутри Коммуны разногласия, не допустить их превращения в раскол. К сожалению, тех, кто подобно Делеклюзу, предпочитал сохранение единства победе собственных идей, в Коммуне было немного, и во время его болезни она разделилась на «большинство» (бланкистов и якобинцев) и «меньшинство» (прудонистов), противостоящие друг другу.
Военное руководство Коммуной было слабым, назначения командующих войсками (Клюзере, Россель) — крайне неудачными. После бегства Росселя Делеклюз 10 мая стал гражданским делегатом Коммуны при Военном министерстве. Несмотря на слабое здоровье, отсутствие специальных знаний и опыта, Делеклюз энергично пытается навести порядок в военном командовании, в котором царила полная неразбериха. Он определяет права и обязанности Центрального комитета Национальной гвардии и отдельных генералов, так как приказы, исходящие от различных комиссий и комитетов Коммуны, часто противоречили друг другу, созывает военный совет, не собиравшийся более месяца, устанавливает контроль над телеграфом и железными дорогами, реформирует артиллерию (использовалось лишь 300 пушек из 1700), формирует инженерную службу, стремясь ускорить строительство баррикад, увеличивает число боевых офицеров за счет штаба и вспомогательных служб. Но его усилия запоздали: защитники Коммуны после многих поражений были деморализованы, многие приказы Делеклюза не выполнялись подчиненными, успевшими привыкнуть к беспорядку в управлении. 13 мая войска Версаля захватывают форт Ванв и начинают подготовку штурма, а 21 мая — входят в город через ворота, которые оказались оставлены без охраны.
21 мая Делеклюз обращается с воззванием к рядовым коммунарам, призывая к неорганизованной защите Коммуны. Многие историки считают, что это воззвание ускорило гибель Коммуны, уничтожив остатки дисциплины; некоторые придерживаются мнения, что оно пробудило энтузиазм защитников. 25 мая 1871 года, видя поражение Коммуны, Делеклюз вышел на баррикады и погиб. Его тело было похоронено версальскими войсками на Монмартрском кладбище, а в 1883 году перенесено на кладбище Пер-Лашез.